# Ove Johansson (tyngdlyftare)
Folke Klas-Ove Johansson, född 24 december 1943 i Stockholm, död 5 mars 2025 i Malung, var en svensk tyngdlyftare. Han tävlade för Sundbybergs TK.
Jacobsson tävlade för Sverige vid olympiska sommarspelen 1968 i Mexico City. Han blev oplacerad i +90-kilosklassen efter att misslyckats i press. Vid olympiska sommarspelen 1972 i München slutade Johansson på nionde plats i +110-kilosklassen.
Han blev svensk mästare i +90-kilosklassen 1967 och 1968 samt i +110-kilosklassen 1969, 1970, 1971, 1972 och 1973.